# Токарево (Омская область)
Токарево — деревня в Тюкалинском районе Омской области. Входит в состав Никольского сельского поселения.

## История
Основана в 1856 году. В 1928 году состояла из 82 хозяйств, основное население — русские. В составе Никольского сельсовета Тюкалинского района Омского округа Сибирского края.

## Население
| 1926 | 2010 |
| ---- | ---- |
| 444  | ↘33  |